# Hoinkhausen
Hoinkhausen (gesprochen: Hönkhausen) ist ein Stadtteil der Stadt Rüthen im Kreis Soest in Nordrhein-Westfalen. Am 31. Dezember 2021 hatte die Ortschaft 170 Einwohner.

## Lage
Hoinkhausen ist ein kleiner Ort, der etwa 2 km von Nettelstädt entfernt liegt.

## Geschichte

### Mittelalter
Hoinkhausen wurde erstmals im Jahre 950 urkundlich als Hoijanusini erwähnt. Der Name soll sich von dem keltischen Wort „Kleinhügelhaus“ ableiten.

### Neuzeit

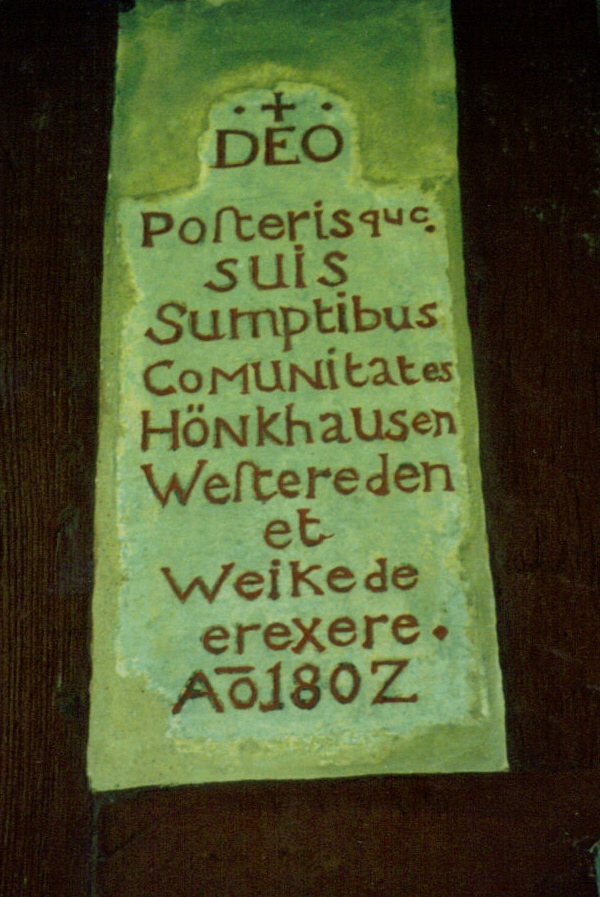
Hoinkhausen, Schule, Inschrift

1536 lautete der Name für Hoinkhausen Hoynnghuißen, der Ort umfasste 15 Häuser. 1563 hieß der Ort Hoenghausen.
1593/94	geriet Johann Winter in einen Hexenprozess. Von 1652 bis 1660 wurden 37 Personen aus Hoinkhausen nach Rüthener Hexenprozessen hingerichtet, 21 davon waren männlich. Am 31. März 2011 beschloss die Stadtvertretung Rüthen eine sozialethische Rehabilitation der im Bereich der heutigen Stadt Rüthen während des 16. und 17. Jahrhunderts im Rahmen der Hexenverfolgungen unschuldig verurteilten und hingerichteten Personen, darunter auch Johann Winter.
Im Jahr 1815 kam Hoinkhausen an das Königreich Preußen und wurde 1816 dem Kreis Lippstadt zugeteilt. Am 1. Januar 1975 wurde Hoinkhausen aufgrund § 50 Münster/Hamm-Gesetz in die Stadt Rüthen eingegliedert.

### Einwohnerentwicklung
- 1817: 194 Einwohner
- 1861: 186 Einwohner
- 1885: 200 Einwohner
- 1939: 200 Einwohner
- 1950: 271 Einwohner
- 1951: 272 Einwohner
- 1961: 183 Einwohner
- 1970: 180 Einwohner
- 1974: 180 Einwohner
- 1975: 173 Einwohner
- 2011: 170 Einwohner
- 2013: 175 Einwohner
- 2014: 175 Einwohner
- 2021: 170 Einwohner[1]

## Katholische Kirche

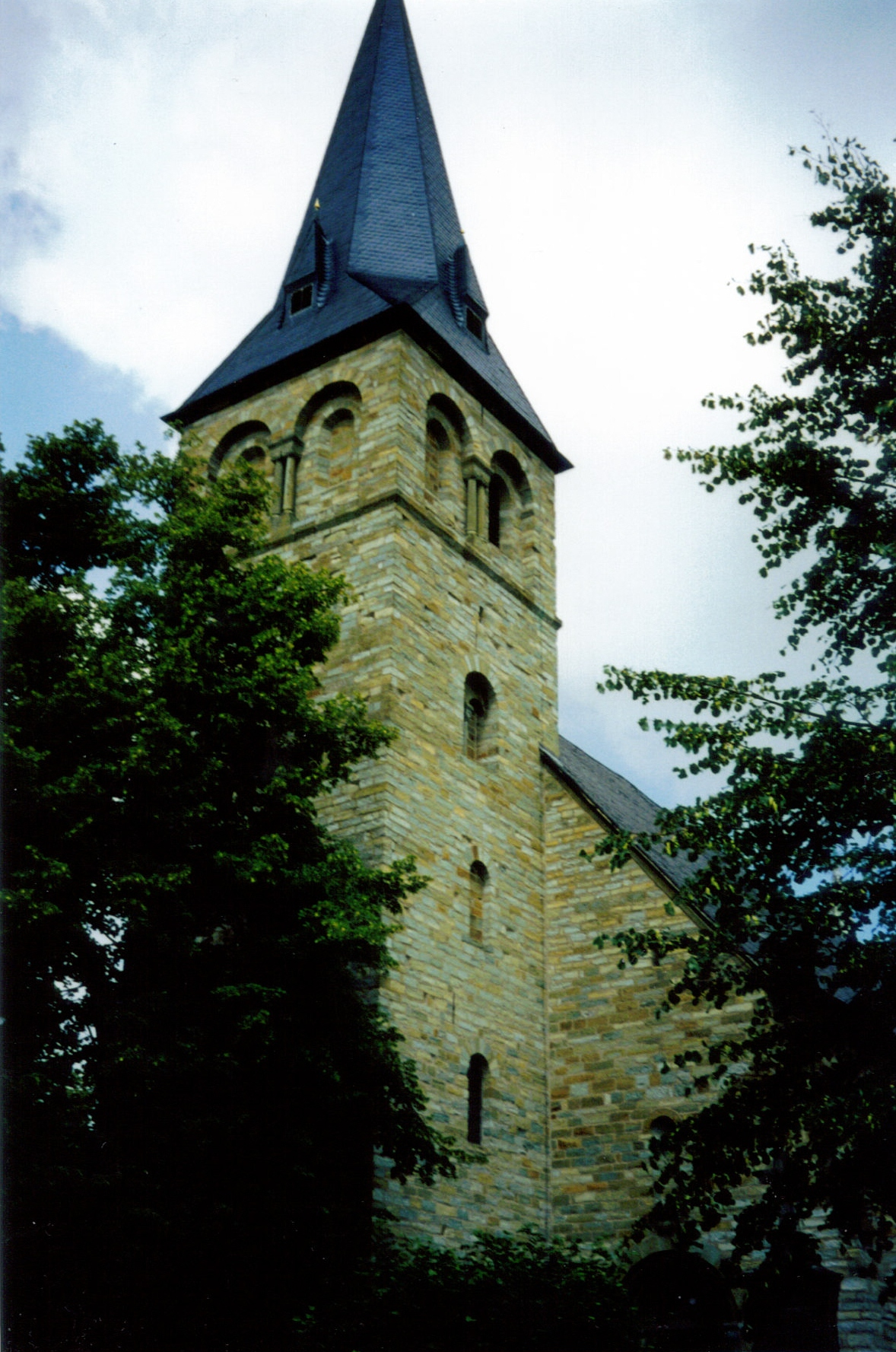
Katholische Kirche St. Pankratius

Die Dorfkirche St. Pankratius ist eine dreischiffige, zweijochige Hallenkirche. Das südliche Seitenschiff wurde bereits im 13. Jahrhundert errichtet, der Chor im Jahr 1718.

### Pastoren des Kirchspiels Hoinkhausen
1. 1629–1674 Henrieus Kegel
2. 1674–1703 Rhabanus Lotharius Berghoff
3. 1703–1730 Casparus Godde Wertensis
4. 1730–1756 Joes Fridericud Blume
5. 1756–1780 Melchior Linnemann
6. 1780–1810 Melchior Ludolph Herold
7. 1810–1823 Bernhardus Schulte
8. 1823–1837 Ferdinand Burgharz
9. 1837–1839 Vicar Anton Löser, Pfarrverweser
10. 1839–1859 Johann Ferdinand Stöver
11. 1859–1890 Anton Löser
12. 1890–1891 Clemens Mönig
13. 1891–1920 Josef Kipshagen
14. 1920–1951 Konradus Schütte
15. 1951–1968 Wilhelm Schulte
16. 1968–1977 Herbert Höckenschnieder
17. 1978–1983 Anton Behrendes
18. 1984–1997 Michael Hennemann
19. 1997–2000 Georg Laube
20. 2000–2010 Andreas Neuser
21. seit 2010 Theobald Wiechers

## Wirtschaft und Infrastruktur

### Wirtschaft

#### Molkerei
Im Jahr 1894 wurde im Dorfzentrum eine Molkerei gegründet. Sie war zunächst eine Zweigstelle der Molkerei Geseke. Im Jahre 1900 betrug die jährlich gelieferte Milchmenge etwa 800.000 Liter. 1931 erfolgte die Trennung von der Molkerei Geseke; seit 1951 verfügte der Betrieb über eine Kartoffel-Großdämpfanlage. Im Jahr 1954 betrug die verarbeitete Milchmenge in der Molkerei 5 Millionen Liter. 1987 wurde die gesamte Produktion eingestellt.

### Verkehr
Zwei Buslinien der Busverkehr Ruhr-Sieg, die Linie R62 von Rüthen über Oestereiden und Bökenförde nach Lippstadt und die Linie 672 von Rüthen nach Oestereiden, die jedoch nur an Schultagen verkehrt, verlaufen durch Hoinkhausen. Eine weitere Linie, von der Hoinkhausen nur an Schultagen bedient wird, ist die 558 der Regionalverkehr Ruhr-Lippe GmbH von Oestereiden nach Anröchte.

## Schulen

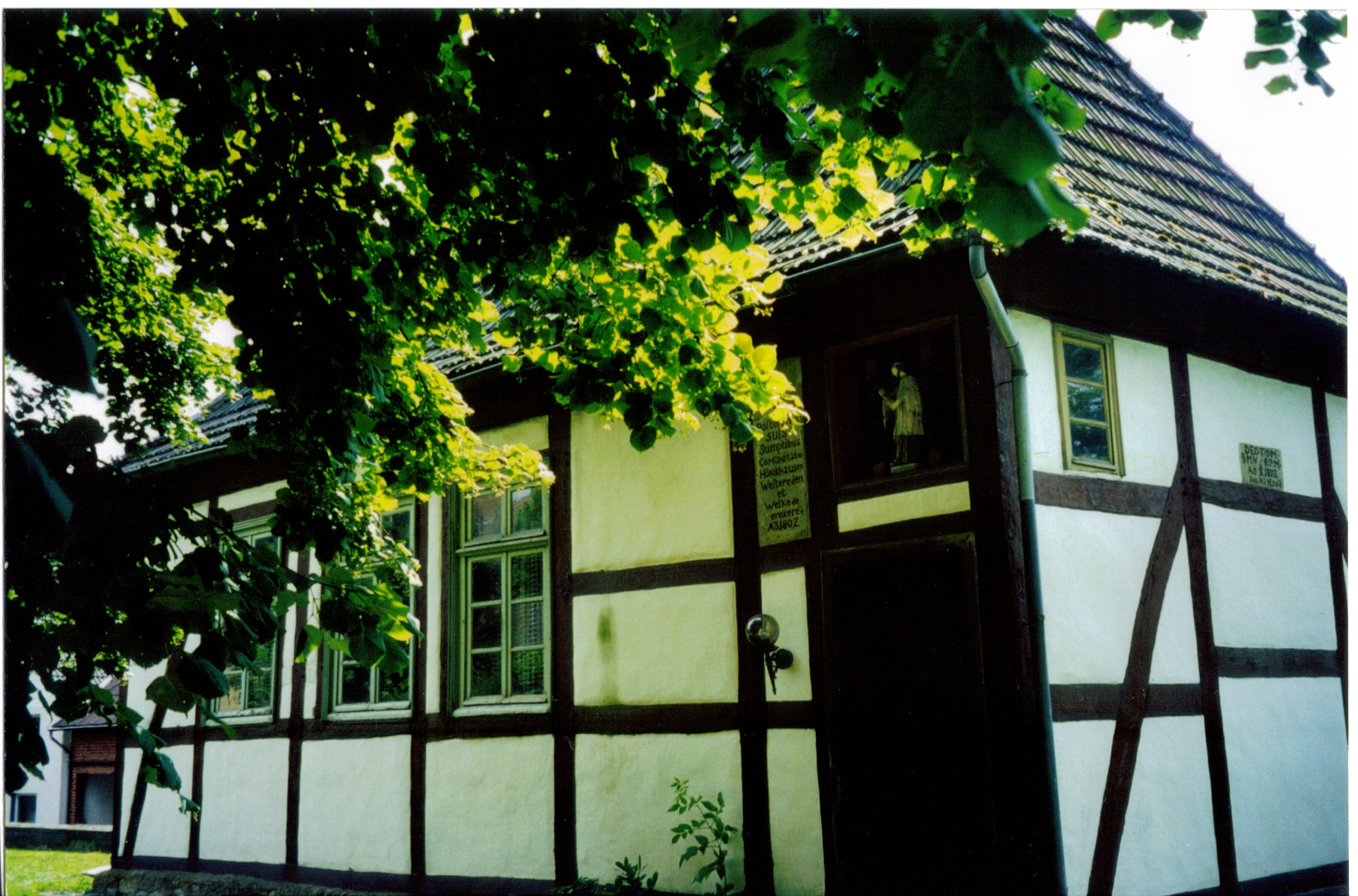
Schule

Die älteste Schule wurde 1786 von Pastor Herold als erste Industrieschule Westfalens gegründet. Im Jahre 1802 wurde eine Knabenschule von Pastor Herold in Hoinkhausen gegründet. Das Gebäude dieser Schule wurde 1877 abgerissen und 1878 durch einen Neubau ersetzt. Eine Mädchenschule entstand 1791 in einem eigenen Gebäude. Dieses wurde 1937 abgerissen und die Knabenschule erweitert. 1969 wurden die Schulen geschlossen.